# Brusjanskij
Brusjanskij è una cittadina della Russia europea centrale, situata nella oblast' di Tula; appartiene amministrativamente al rajon Uzlovskij.